# Szarvasgede
Szarvasgede község Nógrád vármegyében, a Pásztói járásban.

## Fekvése
Gyöngyöstől északnyugatra, Balassagyarmattól délkeletre, Sziráktól keletre, Salgótarjántól délre, Kisbágyon, Csécse, Jobbágyi és Apc között fekvő település. 

### Megközelítése, közlekedése
Főutcája a 2129-es számú (Galgaguta-Jobbágyi) mellékút, amelybe a község nyugati részén torkollik bele a 2109-es út Aszód felől, a faluban pedig Apc irányába ágazik a 2131-es út. A falu Jobbágyi felőli (keleti) végén pedig a 2128-as út ágazik Csécse-Kozárd felé.
Vasútvonal nem érinti, a legközelebbi vasúti csatlakozási lehetőséget a Hatvan–Somoskőújfalu-vasútvonal Jobbágyi megállóhelye kínálja, mintegy 5 kilométerre keletre.

## Története
Szarvasgede a Csór nemzetség ősi birtoka volt, de e nemzetség tagjain kívül ugyanakkor más birtokosai is voltak.
1313-ban Csór Péter és Vágút János birtoka volt. 1326-ban I. Károly király Vágút János fiainak itteni birtokait Csór Péter fiainak, Tamásnak és Péternek adományozta. Csór Tamás, a későbbi csókakői várnagy, és liptói és kőrösi főispán, még 1344 előtt templomot építtetett itt és e templom számára, Avignonban való tartózkodása alatt, búcsúengedélyt eszközölt ki a pápától. A 17. században török terület volt. 1633-1634-ben a váci náhije községei között találjuk és ekkor három adóköteles házat írtak benne össze. 1715-ben 13 és 1720-ban magyar háztartást vettek itt fel az összeíráskor.
1770-ben, az úrbéri rendezés alkalmával, Roth Tamás, Gedey Ádám, Ebeczky Sándor, Gyura Pál, valamint a Beniczky, a Kozmay, a Hangácsy, a Cziráky, a Turjánszky és a Marsovszky családok voltak a földesurai, majd 1826-ban Meskó Sándor és Ruttkay György, később, 1829-től gróf Teleki József, Ócsai Balogh Péter, majd özvegye Sréter Éva, Dezsaiczky József özvegye: Meskó Johanna, Rutkay András, gróf Ráday Gedeon, Tornyos József, Bencsik György, Horváth István, Balásy Antal, Méhes Sándor, Szabados Ignácz, Velics Antal dr., a 20. század elején pedig Virava József dr.-nak Petheő Andrásnak és gróf Degenfeld Lajosnak volt itt nagyobb birtoka. Az itteni úrilakok közül a Virava-félét Velics Antal dr. 1890-ben építtette, a Petheő félét Szabados Ignácz és a harmadikat Ruttkay András.
1861-ben és 1869-ben nagy tűzvész pusztított a településen, 1831-ben és 1873-ban pedig a kolera szedte áldozatait.
A községhez tartoztak Aranyos-puszta és Szuha-puszta is. Az előbbi Virava József dr.-é. E puszta területén, a Szécsény felé vezető törvényhatósági út bal oldalán elterülő völgyben feküdt hajdan Gede helység.
A 20. század elején Nógrád vármegye Sziráki járásához tartozott.

## Közélete

### Polgármesterei
- 1990–1994: Nagy Gábor (Településfejlesztő és Közösség...)[3][4]
- 1994–1998: Nagy Gábor (független)[5]
- 1998–2002: Kéri Tamás (független)[6]
- 2002–2006: Tóth Jánosné (független)[7]
- 2006–2010: Tóth Jánosné (független)[8]
- 2010–2014: Kovács Ottó Béla (független)[9]
- 2014–2019: Kovács Ottó Béla (független)[10]
- 2019–2024: Kovács Ottó Béla (független)[11]
- 2024– : Kovács Ottó Béla (független)[1]

## Népesség
A település népességének változása:
| Lakosok száma | 388  | 388  | 378  | 403  | 398  | 401  | 396  |
|               | 2013 | 2014 | 2015 | 2021 | 2022 | 2023 | 2024 |

1910-ben 590 lakosából 585 magyar volt. Ebből 543 római katolikus, 38 evangélikus, 9 izraelita volt.
2001-ben a település lakosságának közel 100%-a magyar nemzetiségűnek vallotta magát.
A 2011-es népszámlálás során a lakosok 95,4%-a magyarnak, 0,5% cigánynak, 0,2% németnek, 0,2% ukránnak mondta magát (4,6% nem nyilatkozott; a kettős identitások miatt a végösszeg nagyobb lehet 100%-nál). A vallási megoszlás a következő volt: római katolikus 80,4%, református 1,7%, evangélikus 0,5%, görögkatolikus 0,2%, felekezeten kívüli 3,9% (12,5% nem nyilatkozott).
2022-ben a lakosság 95,5%-a vallotta magát magyarnak, 2% cigánynak, 0,3% németnek, 0,3% bolgárnak, 0,3% ruszinnak, 1,5% egyéb, nem hazai nemzetiségűnek (4,5% nem nyilatkozott; a kettős identitások miatt a végösszeg nagyobb lehet 100%-nál). Vallásuk szerint 54,8% volt római katolikus, 4% református, 1,5% evangélikus, 0,5% görög katolikus, 1,3% egyéb keresztény, 0,3% egyéb katolikus, 9,5% felekezeten kívüli (28,1% nem válaszolt).

## Nevezetességei
- Római katolikus templomát Gyertyaszentelő Boldogasszony számára szentelték, ami azért érdekes, mert az országban csak két templomot szenteltek neki. (Középkori alapok, a 18. században barokk stílusban átépítették) A másik ő tiszteletére épült templom Pécsen a jelenleg katolikus templomként működő Gázi Kászim pasa dzsámija.
- Ligárd-Pethő-kúria (18. század)
- Nepomuki Szent János-szobor (18. század)

## Külső hivatkozások
- Szarvasgede az utazom.com honlapján